# كيسي أتوود
كيسي أتوود (بالإنجليزية: Casey Atwood)‏ هو سائق سباق أمريكي، ولد في 25 أغسطس 1980 في Antioch, Tennessee ‏ في الولايات المتحدة.

## وصلات خارجية
- كيسي أتوود على موقع Racing-Reference.info (الإنجليزية)